# Mountain View (Oklahoma)
Mountain View – miasto w Stanach Zjednoczonych, w stanie Oklahoma, w hrabstwie Kiowa.